# Corongo (tỉnh)
Tỉnh Corongo (tiếng Tây Ban Nha: Provincia de Corongo) là một tỉnh thuộc vùng Ancash của Peru. Tỉnh Corongo có diện tích 988 km², dân số thời điểm theo điều tra dân số ngày 11 tháng 7 năm 1993 là 8917 người. Tỉnh lỵ đóng ở Corongo.